# Gareth Warburton
Gareth Warburton (Reino Unido, 23 de abril de 1983) es un atleta británico especializado en la prueba de 4x400 m, en la que consiguió ser subcampeón europeo en pista cubierta en 2005.

## Carrera deportiva
En el Campeonato Europeo de Atletismo en Pista Cubierta de 2005 ganó la medalla de plata en los relevos de 4x400 metros, con un tiempo de 3:09.53 segundos, tras Francia (oro) y por delante de Rusia (bronce).